# 薩凡娜·菲利浦斯
薩凡娜·安妮·凱瑟琳·菲利浦斯（英語：Savannah Anne Kathleen Philips，2010年12月29日—），是彼得·菲利浦斯與奧特姆·菲利浦斯的長女，並是伊利沙伯二世最年長的曾孫輩。她出生時是英國王位第十二順位繼承人，現為第二十順位。

## 出生及受洗
薩凡娜於2010年12月29日出生於英國格洛斯特郡皇家醫院，是長公主安妮最年長的孫輩，也是伊利沙伯二世最年長的曾孫輩。由於母親是加拿大人，薩凡娜擁有雙重國籍，並是首位具加拿大公民身份的大英國協王國王位繼承人。2011年4月23日，她於格洛斯特郡艾弗寧的聖十字架堂（Holy Cross Church）受洗，伊利沙伯二世和愛丁堡公爵菲臘親王均出席儀式。

## 公開活動
薩凡娜於2017年在年度皇家軍隊閱兵上首次亮相，當時她用手摀住表弟喬治的嘴巴，阻止他唱英國國歌，成為全場焦點。2018年10月，她與表親及妹妹艾拉·菲利浦斯一同擔任尤金妮公主和傑克·布魯斯班克婚禮的伴娘。
2022年3月29日，在祖父菲臘親王的追思會後，薩凡娜與父親彼得及妹妹艾拉一同出席於西敏寺舉行的感恩儀式。2022年6月，她與家人共同慶祝女王的白金禧年，並在慶典活動中被發現與表弟妹喬治、夏洛特及路易同場。
2022年9月18日，薩凡娜出席了外曾祖母伊利沙伯二世的葬禮。
2023年5月7日，在其舅祖父查理斯三世的加冕週末期間，她與家人一同參加了加冕音樂會。
2023年8月，她與祖母安妮長公主及表弟妹們在加特科姆公園參加英國馬術三項賽活動，並為參賽的姑姑扎拉·廷德爾打氣。
2023年1月，他與妹妹艾拉及表妹米婭、雷娜·廷德爾一同出席切爾滕納姆賽馬場的新年賽馬活動。

## 外部連結
- 薩凡娜·菲利浦斯在互联网电影资料库（IMDb）上的資料（英文）

| 薩凡娜·菲利浦斯 出生于：2010年12月29日 | 薩凡娜·菲利浦斯 出生于：2010年12月29日 | 薩凡娜·菲利浦斯 出生于：2010年12月29日 |
| 頭銜繼承順序                           | 頭銜繼承順序                           | 頭銜繼承順序                           |
| -------------------------------------- | -------------------------------------- | -------------------------------------- |
| 前任者： 彼得·菲利浦斯                 | 英國王位繼承 第二十順位                | 下一順位： 艾拉·菲利浦斯               |